# Айрюм (нижний приток Ульки)
Айрюм (устар. Грязнушка) — река в России, протекает по Адыгее в северном направлении. Устье реки находится в 42 км по правому берегу реки Улька. Длина реки — 19 км, площадь водосборного бассейна — 81,6 км².

## Притоки
- 8,9 км: река Калмыж (пр)[4].

## Данные водного реестра
По данным государственного водного реестра России относится к Кубанскому бассейновому округу, водохозяйственный участок реки — Лаба от впадения реки Чамлык и до устья. Речной бассейн реки — Кубань.